# Večerník Praha
Večerník Praha (od počátku do roku 1991 Večerní Praha) byl pražský deník, který vycházel ve všední dny. 

## Historie
Jeho první číslo vyšlo 1. dubna 1955 v nákladu 60 000 výtisků. Přípravy na něj začaly již v roce 1954 a inicioval je Ústřední výbor KSČ (ÚV KSČ). V roce 1989 činil jeho průměrný náklad v pracovní den 130 000 výtisků, ale v pátek dokonce 180 000 výtisků. Byly to jediné noviny v metropoli, které se prodávaly kolportáží v ulicích města (z asi 30 %). Do roku 1998 vycházely jako jediné v republice v odpolední verzi.
Periodikum obsahovalo zprávy a informace o Praze, ale počátkem roku 2005 se v něm začaly objevovat také informace z oblasti bulváru. Mezi lety 1991 až 1998 byl jeho vydavatelem podnikatel Fidelis Schlée, který mimo jiné financoval i časopis Sorry. V roce svého padesátého výročí (2005) Večerník Praha nakonec zanikl transformací na bulvární deník Šíp, jehož první číslo vyšlo v pondělí 17. října toho roku. Toto nové periodikum již nevycházelo pouze v hlavním městě České republiky, nýbrž po celém státě.

## Ohlas v kultuře
V reedici alba Bratrů Ebenových nazvaném Malé písně do tmy vydaném v roce 1996 vyšla jako bonusová skladba pod pořadovým číslem 15 píseň pojmenovaná „Večerní Praha“. Původní album (bez bonusových písní) vyšlo roku 1984.